# Påsnit

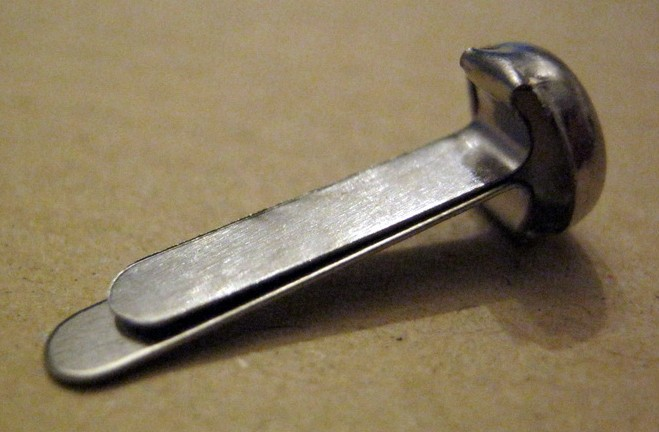
Påsnit

En påsnit, även kallad jungfruben (eller provklämma i Göteborgsområdet), också vanligen benämnt med slangnamnet änglaben, är en produkt vars ändamål är att hålla ihop tunna material med varandra. Pappersark kan fästas samman genom att använda hål framställda med en hålslagare. 
De är vanligen framställda i en mjuk metall som mässing och benen är ofta av olika längd för att underlätta att de separeras.